# بورتشتس غرين (باركشير)
بورتشتس غرين (بالإنجليزية: Burchetts Green)‏ هي قرية تقع في المملكة المتحدة في جنوب شرق إنجلترا.